# 仙台湾

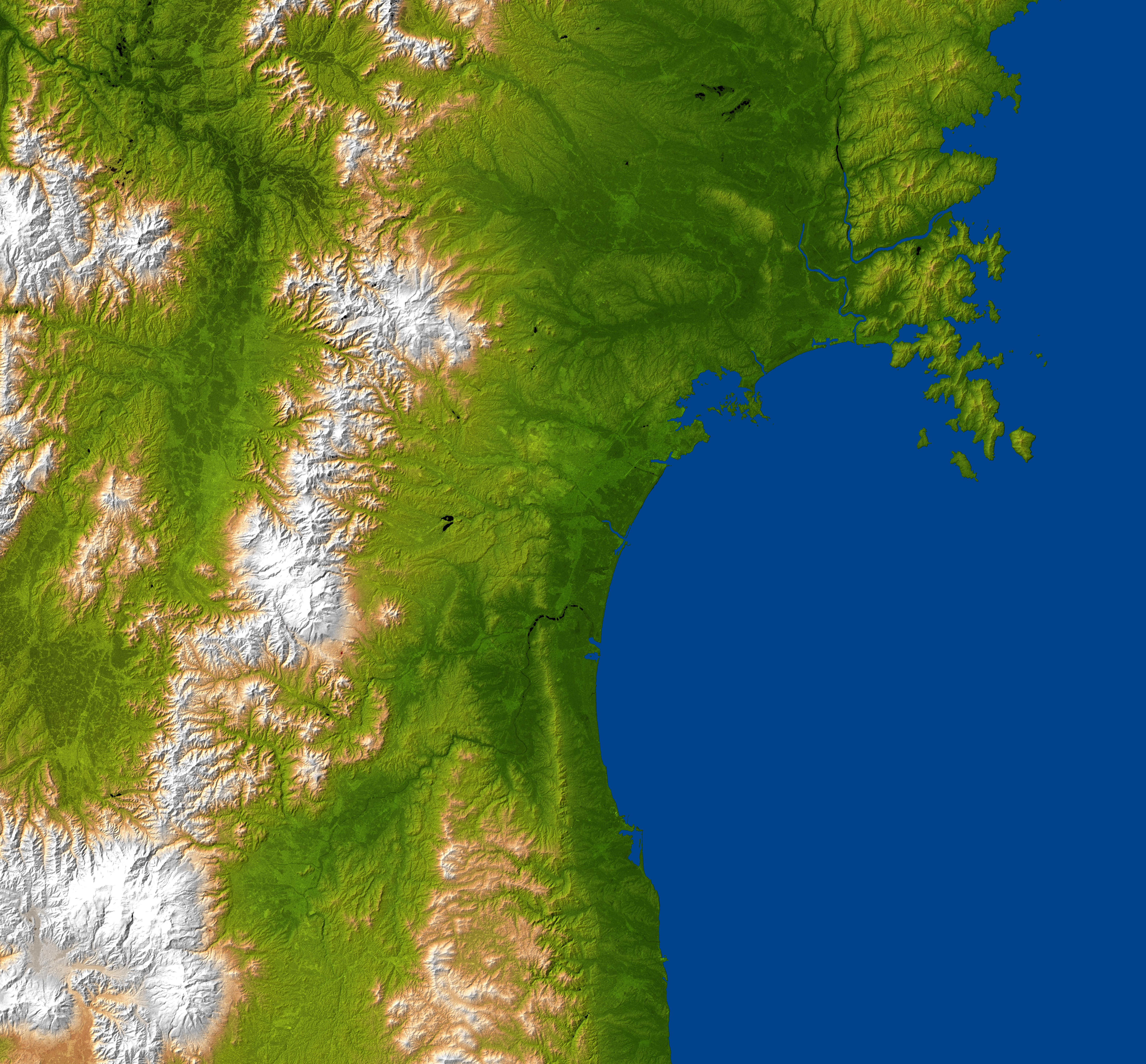
仙台周辺の地形

座標: 北緯38度09分 東経141度08分 / 北緯38.150度 東経141.133度
仙台湾（せんだいわん、英: Sendai Bay）とは、東北地方の太平洋に面した、宮城県石巻市の牡鹿半島黒崎と福島県相馬市鵜ノ尾崎の間の湾である。海岸線約130km、湾口部約68km。石巻湾と松島湾の支湾を有する。

## 概要

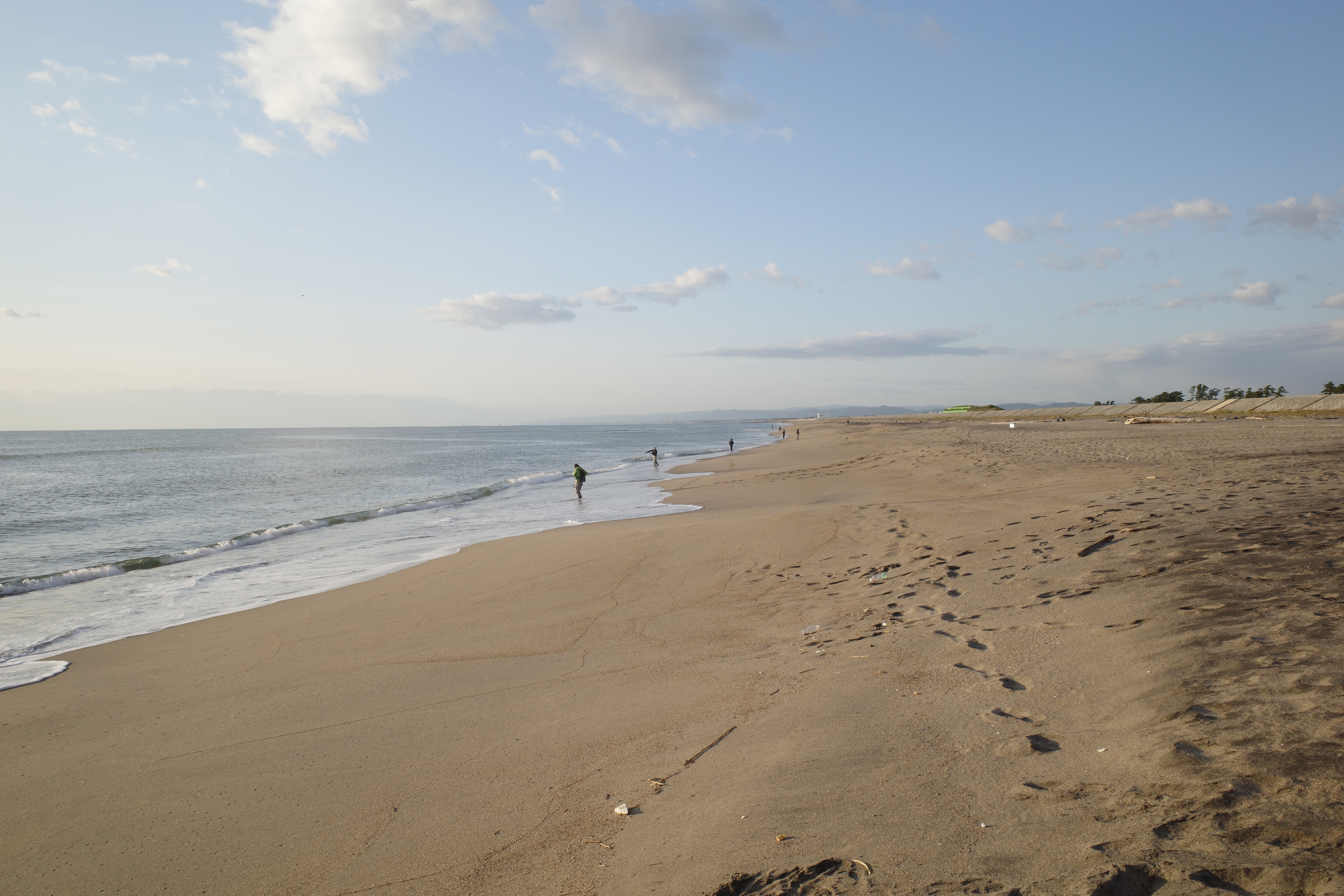
名取市の砂浜（2020年10月）

仙台湾の海岸のうち、牡鹿半島と松島湾の部分は主にリアス式海岸であり、残りの約70kmは砂浜海岸である。仙台湾に流れ込む旧北上川、鳴瀬川、七北田川、名取川、阿武隈川等の河川から供給される土砂の量が、波浪による浸食量を上回っており、これが長い年月をかけて湾内の海岸を前進させ沖積平野を形成した。5000年前と比べて、石巻市付近で5.5km、仙台市付近で3km、亘理町付近で6kmほど海岸が前進したと考えられている。しかし1965年以降になると海岸の後退も確認された。河川上流部のダムや港湾の建設が影響したと考えられている。七北田川河口の蒲生干潟や名取川河口の井土浦、阿武隈川河口の鳥の海は河川の流路が遷移してできた潟湖で、この砂浜海岸の中にあって特異な環境を作り出している。湾内の沿岸流はおおむね、石巻市付近で東から西へ、仙台市付近で南から北へ流れている。
仙台湾の沖合いには宮城県沖地震の震源ともなっている北アメリカプレートと太平洋プレートとの接面があり、更に沖合いに日本海溝がある。北上山地と阿武隈高地はプレートに押されて出来た褶曲山地が侵食されて出来たものであるが、これら2つの山地に挟まれた仙台湾の部分では、褶曲部分が海底にある。そのため、仙台湾は、最終氷期最盛期には湾の全てが陸地となっていたほど遠浅で、現在も水深50m以浅の遠浅な大陸棚が広がる。
石巻湾は牡鹿半島によっても外洋からのうねりが遮られるため波が穏やかである。松島湾は多島の内海となって波がほとんどない。そのため、サーフィンには不向きであるが、石巻湾と松島湾の砂浜では消波ブロックがなくとも海水浴が出来る。仙台湾南部は、外洋に面した形状であるため、うねりが直接入って波が大きい。このため、消波ブロックがない場所では海水浴が禁止されている一方で、サーフィンには適した地域となっている。
主な漁業資源は、カレイ、マアナゴ、アカガイ、ホッキガイ、ウニ、カキなどである。松島湾のマガキの養殖（内海）、仙台湾南部のノリの養殖（外海、浜辺から2kmほど沖合い）も盛んである。季節により、潮干狩りを楽しめる場所がある。湾沿いに点在している湿地は、全体で日本の重要湿地500の1つに選定されている。
東日本大震災の影響で仙台湾南部に広く泥が堆積したことにより、ガザミの生息数が急増し2015年には全国1位の漁獲量となった。
鯨類が豊富なのも特徴で、春から夏にかけてザトウクジラやシャチなど数多くの種類が現れる。
また、湾内ではミンククジラを対象とする調査捕鯨が行われている。

## 主な流入河川
- 旧北上川
- 鳴瀬川
- 七北田川
- 名取川
- 阿武隈川

## 主な港
- 石巻港
- 仙台塩釜港（特定重要港湾）
  - 仙台港
  - 塩釜港
- 荒浜港
- 相馬港

### 仙台湾の港の歴史
仙台湾には、縄文時代早期後葉以降、多くの貝塚が営まれた。貝塚からは大型のマグロの椎骨等が出土し、外海にいる魚類も漁撈の対象となっていること、また多数の離頭銛が出土することから「突きん棒漁」が行われていたことは確実であり、大型の丸木舟、あるいは舷側に側板をかさ上げした「板綴り舟」の存在が想定されている。石巻市南境貝塚や東松島市里浜貝塚、七ヶ浜町大木囲貝塚等の継続性の高い巨大貝塚からは、イタボガキ等の希少な南海産貝類によって作られた腕輪類が少なからず出土しており、交易の拠点となっていたことが知られる。こうしたことから、仙台湾における縄文貝塚の拠点集落には、大型の舟を係留する施設が付属するものと考えられている。
古代には、陸奥国府・多賀城の外港（国府津;こうづ）として、塩竈津（塩釜港）が発展した。塩竈津は、松島湾内の南部に位置する現在の塩竈市にあり、歌枕となるのみならず、陸奥国の一宮である鹽竈神社などが置かれ、この地域の重要な港であった。
10世紀半ば頃、陸奥国府は現在の仙台市宮城野区岩切辺りに移ったと見られ、多賀国府（たがのこう）と呼ばれるようになる。この場所は奥大道と七北田川が交差する交通の要衝であり、五日市場や冠屋市場という定期市が開かれていた。この頃の七北田川は現在の七ヶ浜町南端に向かって流れていて、その河口港として湊浜があり、七北田川を使った舟運が行われていた。しかし、湊浜が外洋船を容れることができる港だったのか、詳しいことは判っていない。一方、この頃の塩竈津は留守氏の文書に見られることから、港としての機能は維持されていたと見られている。
他方、石巻は平安時代から太平洋側の海運と北上川水運の結節地として機能していたかもしれない。奥州藤原氏が栄えた平泉の遺跡で、東海地方で作られた渥美窯や常滑焼が大量に見つかっている。これらの輸送路について、陸路では困難であるから太平洋と北上川を使った舟運によるものだろうと推測されている。もっとも、当時の北上川本流が石巻に注いでいたのかといった不確定の要素もある。
江戸時代になって伊達政宗が仙台に居城を築くと、仙台湾内にある複数の港が仙台藩の外港としての役割を担った。名取川河口の閖上は政宗が仙台開府以前にも用いていた港で、仙台開府後は仙台の城下町が名取川支流の広瀬川近くに作られたことで、城下郊外と直接繋がる港になった。阿武隈川には河口北側に蒲崎湊、南側に荒浜があった。両者共に米の積み出し港であり、蒲崎湊には仙台藩の米が、荒浜には伊達郡や信夫郡、米沢藩の米が集められていた。北上川河口の石巻は、仙台藩の政策で1622年（元和8年）に米蔵が設置され、これ以後、主に江戸へ向けての廻米の集積地、積み出し港として発展した。この頃は白石宗直や川村重吉（孫兵衛）によって北上川の治水工事が行われ周辺の開墾が進んでいった時期でもあった。石巻には仙台藩の蔵だけでなく、盛岡藩の米蔵も建てられ、鳴瀬川と北上川流域各地から米が集まった。
江戸時代前期に水運のための運河が仙台湾沿いにいくつか作られた。最初に作られたのは名取川河口と阿武隈川河口を結ぶ木曳堀である。正保年間（1645年から1648年）に完成していたのは確実で、おそらく元和年間（1615年から1624年）頃に作られたと推定されている。木曳堀の完成によって阿武隈川水系と仙台城下が結ばれることになった。木曳堀の名はここを使って木材を輸送したことに由来するものと推測されている。次に開削されたのが塩竈と七北田川河口の蒲生を結ぶ舟入堀である。舟入堀は寛文年間（1661年から1673年）に竣工したと考えられている。この頃までに七北田川は現在に相当する流路につけかえられ、河口が湊浜から蒲生に移っていた。水量の問題から舟入堀は七北田川に直結せず、ここで船荷が積み替えられることになり、蒲生が興隆した。船荷は蒲生から七北田川を鶴巻までさかのぼり舟曳堀に移され、原町まで運ばれた。こうした運河整備の背景には、当時の輸送物量の著しい増大があると考えられている。
一方、運河の整備によって船荷が素通りすることになった塩竈は、それまで船荷の輸送で得ていた駄賃収入がなくなり、一時衰退した。しかし、仙台藩がこれを問題視し、1685年（貞享2年）、船荷のうち商人荷物と五十集物、材木の塩竈への荷揚げを義務付け、さらに課役の免除や、芝居や市の開催を認めるなどの特権を塩竈に与えた。これによって塩竈は盛隆を取り戻すことになった。
1876年（明治9年）天皇巡幸の折、これに供奉していた当時の内務卿大久保利通が松島から石巻にかけて視察した。大久保はこの頃、東北地方の振興を考えていたと言われる。野蒜に近代港湾を建設するのがよいというオランダ人技師コルネリス・ファン・ドールンによる調査報告を受け、明治政府は野蒜築港の建設を決定した。計画は、鳴瀬川河口に内港を設け、宮戸島の潜ヶ浦（かつぎがうら）を外港とするものたった。まず内港部の建設が進められ、鳴瀬川河口の東西2本の防波堤の構築、新鳴瀬川の開削、および新市街地の造成が行われた。同時に、鳴瀬川から北上川河口の石巻に到る北上運河の開削と、鳴瀬川から松島湾を結ぶ東名運河の開削も進められた。またこれとは別に宮城県が木曳堀や舟入堀を活用して松島湾と阿武隈川河口の間の運河整備を進めていった。これが完成すれば野蒜築港と岩手県の北上川水系、宮城県の仙台平野の主要な水系、および福島県の阿武隈川水系が結ばれる筈だった。しかし、1882年（明治15年）に内港が落成し、北上運河と東名運河の開削も完成したものの、1884年（明治17年）台風による波浪により一夜にして河口の突堤が破壊され、修復や外港の建設が行われることなく野蒜築港は放棄されることになった。それでも宮城県による運河整備は1889年（明治22年）まで続けられ、貞山運河として竣工した。
この頃、日本国内で大型汽船による航路がいくつか開設されていた。1881年（明治14年）横浜と函館の間で定期船が運航を始めると、牡鹿半島西部にある荻浜はその寄港地となった。荻浜は1万トン級の船が入るのに充分な水深があり、なおかつ波風の影響が少ない天然の良港だった。石巻や塩竈とも小型船で連絡し、荻浜は中継地として繁盛した。しかし、鉄道が普及するとこの航路は不定期航路になり、大正時代には荻浜への寄航はなくなった。
一方、牡鹿半島の南端にある鮎川に1906年（明治39年）東洋漁業が事業所を置き、捕鯨の拠点とした。この時、鮎川の漁師には解体された鯨の内臓投棄による海洋汚染を心配して東洋漁業の進出に反対する者もいたが、東洋漁業が村に毎年300円の寄付をするという約束もあって、鮎川は東洋漁業を受け入れ、この寄付は村の小学校の財源となった。これ以後、鮎川は日本が商業捕鯨を停止する昭和末期まで捕鯨基地として栄えた。また鮎川は江戸時代から霊場である金華山へ向かう旅人の経由地でもあり、明治から昭和にかけて定期船の発着地または寄航地になっていた。現在でも鮎川と金華山の間に定期船が運航されている。
野蒜築港の建設が頓挫した後、宮城県は政府に近代港湾整備をしばしば要望し、立地調査が繰り返し行われた。浚渫技術の進歩があり、塩釜港が整備可能と判断され1910年（明治43年）に第二種港湾に指定された。それまで200トン未満の船舶しか入港していなかった塩釜港は、1925年（大正14年）には1000トン級船舶が入港できるようになり、さらにその後の浚渫によって5000トン級の船舶が入港できるようになった。1928年（昭和3年）には、既に運行されていた気仙沼、釜石方面の航路に加えて、釧路、函館との間に定期航路が開設された。戦後になると、塩釜港はそれまでの商港としての機能に加えて、工業港と漁港の機能も整備されていった。
石巻港は明治時代からの北上川河口に堆積する土砂の問題と、河口港であるがゆえの拡張性の限界の問題を抱えていた。石巻市は1940年代後半からこれに替わる新港湾の建設を模索し、また宮城県も石巻に工業港を設置する構想を持っていた。立地の選定や予算の問題もあったが、北上川河口から西方の釜地区に掘り込み式の工業港を建設することが決まった。1960年（昭和35年）に建設工事が始まり、1964年（昭和39年）に重要港湾に指定され、1967年（昭和42年）に開港した。港湾後背地には、石巻に戦前からあった製紙業に加えて、主に軽工業の工場が立地した。その後、副港として雲雀野地区に日和港が計画、設置された。
1960年（昭和35年）池田勇人内閣が「所得倍増計画」を打ち出したことを背景に、1964年（昭和39年）仙台湾地区が新産業都市に指定された。この中で仙台市東部の海岸に掘り込み式人造港の仙台港の建設が打ち出され、仙台港は重化学工業が集積する工業港となることが想定されていた。1967年（昭和42年）に建設が開始されたが、建設中の1969年（昭和44年）に仙台港へのフェリー埠頭設置が中央港湾審議会で決定され、また東京湾に集中する物流の緩和を目的に、仙台等に総合的機能を持つ国際貿易港を作るという閣議決定がなされるなど、当初の工業港としての計画は変更された。こうして工業港と商業港の機能を合わせ持った港湾として、仙台港は1971年（昭和46年）に開港した。港の後背地には火力発電所や石油精製所、ガス工場などが立地し、1973年（昭和48年）に苫小牧港と名古屋港と間にフェリーが就航した。2001年（平成13年）には特定重要港湾に指定された。

## レジャー

### 大きな波に適したもの
サーフィン、ボディボード

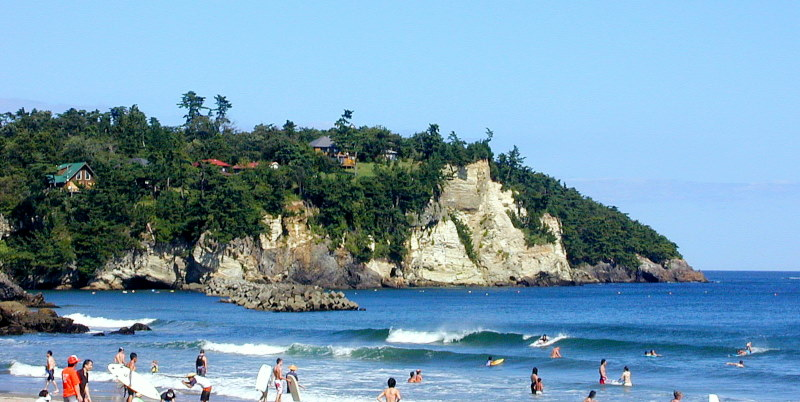
高山外国人避暑地前にある小豆浜サーフスポット（2009年8月）

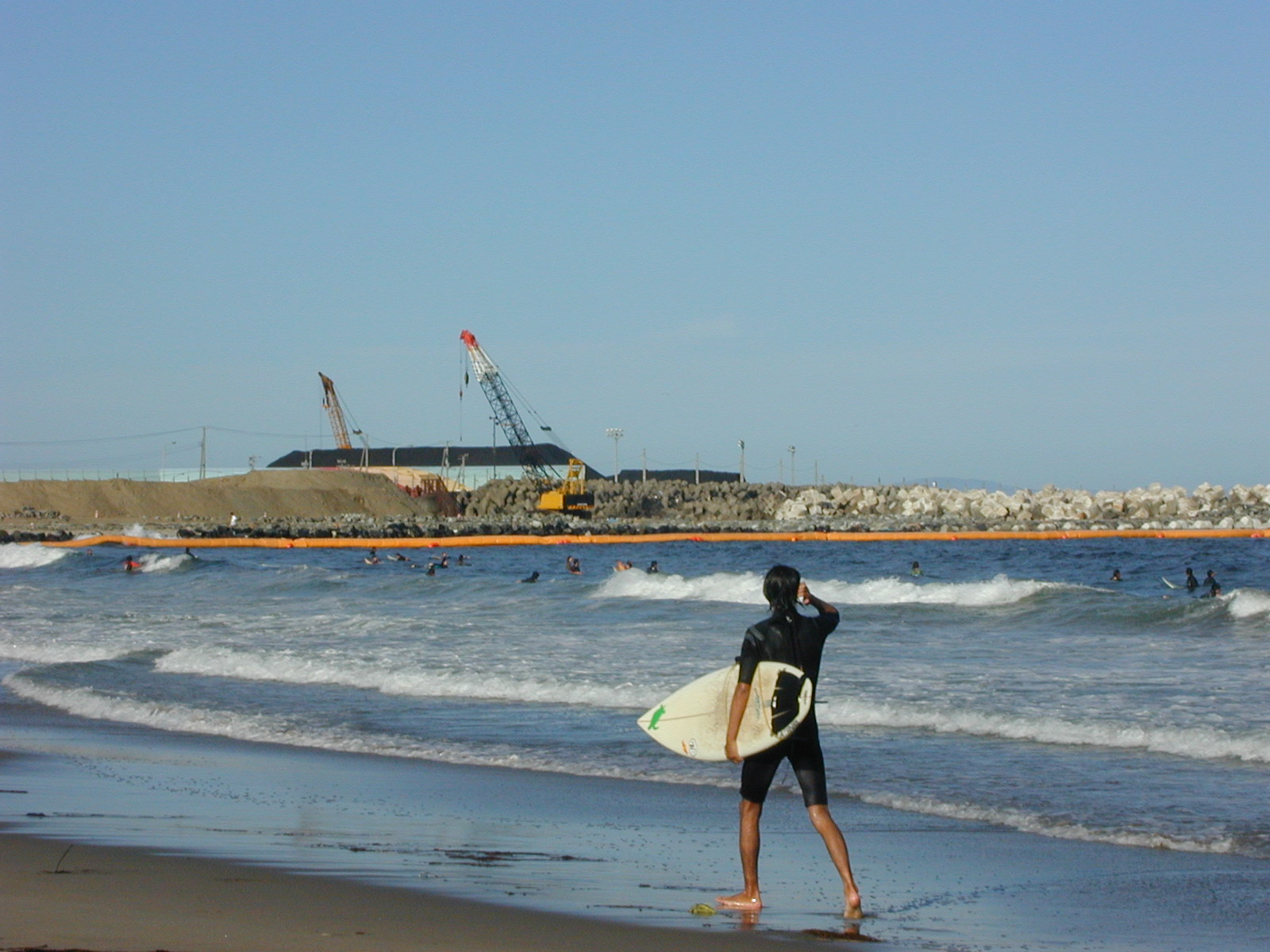
港の拡張工事で埋め立てられる仙台港サーフスポット（2009年7月）

主なサーフスポットは、仙台市の仙台港、深沼海岸、亘理町の荒浜（深沼海岸のある地区の名前も荒浜であるため、亘理町の荒浜との混同に注意）である。以前は、どこの浜辺にも車で進入可能であったため、仙台湾南部でサーフィンを楽しむ者が見られた。現在は、無料駐車場があり、海水浴客に危害が加わらないこれら3つの地区に集約している。仙台港ではプロのサーフィン大会が毎年開催されている。アマチュアの大会は、亘理町の荒浜、七ヶ浜町の菖蒲田海岸、名取市のゆりあげビーチで開催されたことがある。
仙台湾では、南東から入るうねりによる直接波と、太平洋に突き出した防波堤の反射波が合成され、防波堤南側で大きな波となる傾向がある。仙台港、荒浜、ゆりあげビーチの3ヶ所は、この合成波が起きるサーフスポットで、仙台港の防波堤が最も長く太平洋に突き出ているため、仙台港の波が最も大きい。仙台港は七北田川、ゆりあげビーチは名取川の河口に近いが、ゆりあげビーチは防波堤の北側に河口があるため、波高にはあまり影響がない。仙台港は防波堤の南側に河口があるが、防波堤からやや離れているため、中間の「杭前」といわれる場所が最も波高が大きいといわれる。
- 仙台港（→仙台港参照）

日本国内で有名なサーフスポットの一つで、プロサーフィンツアーの開催地でもある。2003年からは、ツアーの中で最も歴史と権威のある「オールジャパンプロ」の開催地に連続して選ばれている。6月から10月にかけて波が高いが、一年中波乗りを楽しんでいる者が見られる。仙台市都心部から車で30分程度であるため、波が高く勤務時間外である早朝と夕方に多くのサーファーが繰り出す。遠浅であるため、波と波の間が広くなり、ゆっくり波がせり上がるので、ロングライドが可能である。しかし、波が大きい夏季はロングボードには不適で、サーファーのほぼ100%がショートボードを使っている。
- 深沼海岸

波が荒いため、海水浴場部分には海岸に平行に消波ブロックが並んでいる。この深沼海水浴場の北側がサーフスポットとなっている。海底が急斜面であることにより、波と波の間が狭くなり、かつ、引き潮が強くなるので、急に波がせり上がる。そのため、滑降する波の斜面はかなり急になり、ハイスピードのショートライドとなるので、ショートボード専門の波といえる。波の穏やかな日を選ばないと、初級者には困難である。
- 荒浜（→鳥の海参照）

阿武隈川河口の南にある鳥の海が海と繋がっている水路を挟んでその一帯の砂浜がサーフスポットの荒浜である。水路から外洋方向に延びている防波堤と南東方向から来るうねりとの関係で、水路の南北で波高に大きな違いがある。南側はうねりが直接入り、かつ、防波堤の反射波との合成で波高が大きいが、北側は波が小さい。波の質では宮城県第二のサーフスポットであるが、仙台市からやや遠いのでサーファーの数は少ない。
- ゆりあげビーチ

名取川河口の南に近年開設された海水浴場。仙台空港からもほど近い。

### 小さな波に適したもの
海水浴
- 石巻湾

湾奥部にあり波が穏やかであるため、基本的に消波ブロックはない。最も大きな海水浴場は野蒜海岸である。仙台湾では唯一、駅から徒歩圏の海水浴場で、仙石線野蒜駅から程近い。波が穏やかであるので、ウインドサーフィンや水上オートバイの愛好者も集まる。牡鹿半島沖の離島は、海水の透明度が高く美しい砂浜があるため、船で訪れる者も多い。
- 十八成浜海水浴場（石巻市）
- 網地白浜海水浴場（石巻市網地島）
- 田代ポケットビーチ（石巻市田代島）
- 渡波海水浴場（石巻市）
- 野蒜海水浴場（東松島市）

- 松島湾

湾内に小規模な海水浴場が点在する。波が小さいため家族連れが多く、それぞれの浜辺に面して民宿がいくつかあり、海水浴の他に釣りや素潜り漁なども体験できるようになっている。夜間の波打ち際は、ウミホタルによって青く光る。
- 室浜海水浴場（東松島市）
- 大浜海水浴場（東松島市）
- 月浜海水浴場（東松島市）
- 蛤浜海水浴場（東松島市）
- 寒風沢海水浴場（塩竈市寒風沢島）
- 野々島海水浴場（塩竈市野々島）
- 桂島海水浴場（塩竈市桂島）

- 仙台湾南部

波が大きいので、消波ブロックのある場所以外では海水浴が禁止されている。最も海水浴客が多いのは、高山外国人避暑地に隣接する七ヶ浜町の菖蒲田浜である。仙台港隣接の湊浜ではトライアスロンの国際大会が毎年開かれる。仙台市の深沼海水浴場は、消波ブロックにぶつかる波がドーンドーンと地響きのように鳴り響く特徴的な海水浴場である。近年、名取市にゆりあげビーチが開かれた。仙台空港近くの北釜と相釜は、浜辺近くまで車で進入できるため、遊泳禁止ながらも海水浴客がいる。
- 菖蒲田海水浴場（七ヶ浜町）
- 深沼海水浴場（仙台市若林区）
- ゆりあげビーチ（名取市）
- 荒浜海水浴場（亘理町）
- 鳥の海海水浴場（亘理町）
- 山元町磯浜海水浴場（山元町）
- 釣師浜海水浴場（福島県新地町）
- 原釜尾浜海水浴場（福島県相馬市）

潮干狩り
潮干狩りは、内海となっている石巻湾の万石浦、松島湾のいくつかの島、阿武隈川河口近くにある鳥の海、相馬の松川浦で行うことが出来る。
ヨット
松島湾にヨットハーバーがある。
ウインドサーフィン、水上オートバイ
波が穏やかな石巻湾、特に野蒜海岸に愛好者が集まる。海以外では、名取川下流の河口付近や七ヶ宿ダムにも愛好者が集まる。
スキューバダイビング、シーカヤック
スキューバダイビングは、牡鹿半島の外洋側にある女川町の女川湾が中心地。シーカヤックは松島湾や三陸海岸で行われている。

## 湾に面する自治体
- 宮城県
石巻市、東松島市、松島町、利府町、塩竈市、七ヶ浜町、仙台市、名取市、岩沼市、亘理町、山元町
- 福島県
新地町、相馬市